# Оскар за најбољу глумицу у главној улози
Оскар за најбољу главну глумицу или званично Награда Академије за најбоље извођење глумице у главној улози (енгл. The Academy Award for Best Performance by an Actress in a Leading Role) додељује „Америчка филмска академија“ глумицама у главним улогама у играним филмовима. Најбољу глумицу бирају глумци и глумице који су чланови Академије.

## Рекорди
| Рекорд                                              | Најбоља главна глумица                                                   | Најбоља главна глумица | Најбоља споредна глумица | Најбоља споредна глумица | Заједно                | Заједно      |
| --------------------------------------------------- | ------------------------------------------------------------------------ | ---------------------- | ------------------------ | ------------------------ | ---------------------- | ------------ |
| Највише награђивана глумица                         | Кетрин Хепберн                                                           | 4                      | Шели Винтерс Дајана Вист | 2                        | Кетрин Хепберн         | 4            |
| Највише номинована глумица                          | Мерил Стрип                                                              | 14                     | Телма Ритер              | 6                        | Мерил Стрип            | 17           |
| Глумица са највише номинација, али ненаграђена      | Дебора Кер                                                               | 6                      | Телма Ритер              | 6                        | Дебора Кер Телма Ритер | 6            |
| Филмови у којима је највише глумица било номиновано | Све о Еви Изненада, прошлог лета Прекретница Време нежности Телма и Луиз | 2                      | Том Џоунс                | 3                        | Све о Еви              | 4            |
| Најстарија победница                                | Џесика Танди                                                             | са 80 година           | Пеги Ешкрофт             | са 77 година             | Џесика Танди           | са 80 година |
| Најстарија номинована                               | Емануел Рива                                                             | са 86 година           | Глорија Стјуарт          | са 87 година             | Глорија Стјуарт        | са 87 година |
| Најмлађа победница                                  | Марли Матлин                                                             | са 21 годином          | Тејтум О'Нил             | са 10 година             | Тејтум О'Нил           | са 10 година |
| Најмлађа номинована                                 | Квавенжане Волис                                                         | са 9 година            | Тејтум О'Нил             | са 10 година             | Квавенжане Волис       | са 9 година  |

Кетрин Хепберн је глумица која је највише пута (4) освојила Оскара у овој категорији. Поред ње, још једанаест глумица је по два пута освојило Оскар за најбољу главну глумицу, и то су (хронолошким редом): Луиза Рајнер, Бети Дејвис, Оливија де Хавиленд, Вивијен Ли, Ингрид Бергман, Елизабет Тејлор, Гленда Џексон, Џејн Фонда, Сали Филд, Џоди Фостер и Хилари Сванк. Мерил Стрип је глумица са највише номинација (14).
- Пет глумица је освојило Оскара и за најбољу главну и најбољу споредну улогу. То су: Хелен Хејз, Ингрид Бергман, Меги Смит, Мерил Стрип и Џесика Ланг.
- Две глумице су ову категорију освојиле две године за редом: Луиза Рајнер (1937. и 1938) и Кетрин Хепберн (1967. и 1968)
- Два пута се десило да исте године у овој категорији буду номиноване две сестре: 1942. (Оливија де Хавиленд и Џоан Фонтејн) и 1967. (Ванеса Редгрејв и Лин Редгрејв).
- Једном је награда била подељена: 1969. (између Кетрин Хепберн и Барбре Страјсенд).
- Барбра Страјсенд је поред ове категорије, освојила и Оскар за најбољу оригиналну песму, док је Ема Томпсон, добитница Оскара за Хауардов крај, награђена још и у категорији Оскар за најбољи адаптирани сценарио.
- Два пута су по две глумице биле номиноване за Оскара за исту улогу: Џин Иглс (1929) и Бети Дејвис (1941) за улогу Лесли Крозби у филму Писмо, и Џенет Гејнор (1937) и Џуди Гарланд (1954) за улогу Вики Лестер у филму Звезда је рођена. Године 1999. догодило се да две глумице буду номиноване за исти лик, али у различитим филмовима: биле су то Кејт Бланчет и Џуди Денч, обе у улози краљице Елизабете I. Прва је била у конкуренцији за најбољу главну, а друга у конкуренцији за најбољу споредну глумицу. Два пута се догодило да две глумице буду номиноване за Оскара за исту улогу у истом филму: Кејт Винслет и Глорија Стјуарт (млада и стара Роуз у филму Титаник) и Кејт Винслет и Џуди Денч (млада и стара Ајрис Мердок у филму Ајрис). Кејт Бланчет је једина глумица која је два пута била номинована за изведбу истог лика – Елизабете I.
- Прва глумица која је награђена Оскаром за филм у боји била је Вивијен Ли за Прохујало са вихором (1939), а последња награђена за улогу у црно-белом филму је Елизабет Тејлор – за Ко се боји Вирџиније Вулф? (1962).
- Сандра Булок је исте године награђена и Оскаром и Златном малином, односно истовремено проглашена за најбољу (Мртав угао) и најгору (Све о Стиву) глумицу 2009. године.

## До 1930. године
| Година | Добитница Филм                                                                    | Номиноване | Слика        |
| ------ | --------------------------------------------------------------------------------- | --- | ------------ |
| 1928.  | Џенет Гејнор – Седмо небо – Улични анђео – Излазак сунца: Песма о два људска бића | Луиза Дресер – Брод пристаје Глорија Свонсон – Сејди Томпсон                                                                   | Џенет Гејнор |
| 1929.  | Мери Пикфорд – Кокета                                                             | Рут Чатертон – Мадам Икс Беси Лав – Бродвејска мелодија Корин Грифит – Божанствена жена Џин Иглс – Писмо Бети Компсон – Весник | Мери Пикфорд |

## 1930—1939.
| Година | Добитница Филм                         | Номиноване | Слика          |
| ------ | -------------------------------------- | --- | -------------- |
| 1930.  | Норма Ширер – Разведена жена           | Рут Чатертон – Сара и син Грета Гарбо – Ана Кристи Норма Ширер – Њихова сопствена жеља Глорија Свансон – Ненси Карол –                                     | Норма Ширер    |
| 1931.  | Мари Дреслер – Мин и Бил               | Марлен Дитрих – Мароко Ајрин Дан – Симарон Ен Хардинг – Празник Норма Ширер – Слободна душа                                                                | Мари Дреслер   |
| 1932.  | Хелен Хејз – Грех Мадлон Клоде         | Мари Дреслер – Ема Лин Фонтан – Стражар | Хелен Хејз     |
| 1933.  | Кетрин Хепберн – Ладолеж               | Меј Робсон – Дама за један дан Дајана Винјард – Кавалкада                                                                                                  | Кетрин Хепберн |
| 1934.  | Клодет Колбер – Догодило се једне ноћи | Грејс Мур – Ноћ љубави Норма Ширер – Баретови из улице Вимпол Бети Дејвис – Људски окови                                                                   | Клодет Колбер  |
| 1935.  | Бети Дејвис – Опасна                   | Елизабет Бергнер – Никад ми не побегни Клодет Колбер – Приватни светови Кетрин Хепберн – Алиса Адамс Миријам Хопкинс – Беки Шарп Мерл Оберон – Тамни анђео | Бети Дејвис    |
| 1936.  | Луиза Рајнер – Велики Зигфилд          | Ајрин Дан – Подивљала Теодора Гледис Џорџ – Valiant Is the Word for CarrieКарол Ломбард – Мој човек Годфри Норма Ширер – Ромео и Јулија                                                  | Луиза Рајнер   |
| 1937.  | Луиза Рајнер – Добра земља             | Ајрин Дан – Друга брачна ноћ Грета Гарбо – Дама с камелијама Џенет Гејнор - Звезда је рођена Барбара Стенвик – Стела Далас                                 | Луиза Рајнер   |
| 1938.  | Бети Дејвис – Џезебел                  | Феј Бејнтер – Беле заставе Венди Хилер – Пигмалион Норма Ширер - Марија Антоанета Маргарет Салаван - Три ратна друга                                       | Бети Дејвис    |
| 1939.  | Вивијен Ли – Прохујало са вихором      | Бети Дејвис – Победа над тамом Ајрин Дан – Љубавна афера Грета Гарбо - Ниночка Грир Гарсон – Збогом, господине Чипс                                        | Вивијен Ли     |

## 1940—1949.
| Година | Добитница Филм                      | Номиноване | Слика               |
| ------ | ----------------------------------- | --- | ------------------- |
| 1940.  | Џинџер Роџерс – Кити Фојл           | Бети Дејвис – Писмо Џоун Фонтејн – Ребека Кетрин Хепберн – Филаделфијска прича Марта Скот – Наш град                                      | Џинџер Роџерс       |
| 1941.  | Џоун Фонтејн – Сумња                | Бети Дејвис – Мале лисице Оливија де Хевиленд – Заустави зору Грир Гарсон – Цвеће у прашини Барбара Стенвик – Ватрена кугла               | Џоун Фонтејн        |
| 1942.  | Грир Гарсон – Госпођа Минивер       | Бети Дејвис – На раскршћу Кетрин Хепберн – Жена године Розалинд Расел – Моја сестра Ајлин Тереза Рајт – Понос Јенкија                     | Грир Гарсон         |
| 1943.  | Џенифер Џоунс – Бернадетина песма   | Џин Артур – Што више, то боље Ингрид Бергман – За ким звоно звони Џоун Фонтејн – Постојана нимфа Грир Гарсон – Мадам Кири                 | Џенифер Џоунс       |
| 1944.  | Ингрид Бергман – Плинска светлост   | Клодет Колбер – Откако си отишао Бети Дејвис – Господин Скефингтон Грир Гарсон – Госпођа Паркингтон Барбара Стенвик – Двострука обмана    | Ингрид Бергман      |
| 1945.  | Џоун Крафорд – Милдред Пирс         | Ингрид Бергман – Звона цркве свете Марије Грир Гарсон – Долина одлуке Џенифер Џоунс – Љубавна писма Џин Тирни – Препусти је небу          | Џоун Крафорд        |
| 1946.  | Оливија де Хевиленд – Свакоме своје | Силија Џонсон – Кратак сусрет Џенифер Џоунс – Двобој на сунцу Розалинд Расел – Сестра Кени Џејн Вајман – Пролеће живота                   | Оливија де Хевиленд |
| 1947.  | Лорета Јанг – Фармерова кћи         | Џоун Крафорд – Опседнута Сузан Хејвард – Слом Дороти Макгвајер - Џентлменски споразум Розалинд Расел – Црнина приличи Електри             | Лорета Јанг         |
| 1948.  | Џејн Вајман – Џони Белинда          | Ингрид Бергман – Јованка Орлеанка Оливија де Хевиленд – Змијско легло Ајрин Дан - Сећам се маме Барбара Стенвик - Извините, погрешан број | Џејн Вајман         |
| 1949.  | Оливија де Хевиленд – Наследница    | Џин Крејн – Пинки Сузан Хејвард – Моје неразумно срце Дебора Кер - Едварде, сине Лорета Јанг – Придружите се стаду                        | Оливија де Хевиленд |

## 1950—1959.
| Година | Добитница Филм                      | Номиноване | Слика          |
| ------ | ----------------------------------- | --- | -------------- |
| 1950.  | Џуди Холидеј – Јуче рођена          | Ен Бакстер – Све о Еви Бети Дејвис – Све о Еви Еленор Паркер – Затвореница Глорија Свансон – Булевар сумрака                                       | Џуди Холидеј   |
| 1951.  | Вивијен Ли – Трамвај звани жеља     | Кетрин Хепберн – Афричка краљица Шели Винтерс – Место под сунцем Еленор Паркер – Џејн Вајман – Плави вео                                           | Вивијен Ли     |
| 1952.  | Ширли Бут – Врати се мала Шибо      | Џоун Крафорд – Изненадни страх Бети Дејвис – Звезда Џули Харис – Сват Сузан Хејвард – Са песмом у мом срцу                                         | Ширли Бут      |
| 1953.  | Одри Хепберн – Празник у Риму       | Лесли Карон – Лили Ава Гарднер – Могамбо Дебора Кер – Одавде до вечности Меги Макнамара – Месец је плав                                            | Одри Хепберн   |
| 1954.  | Грејс Кели – Провинцијалка          | Дороти Дандриџ – Кармен Џоунс Џуди Гарланд – Звезда је рођена Одри Хепберн – Сабрина Џејн Вајман – Величанствена опсесија                          | Грејс Кели     |
| 1955.  | Ана Мањани – Тетовирана ружа        | Сузан Хејвард – Плакаћу сутра Кетрин Хепберн – Летње доба Џенифер Џоунс – Љубав је сјајна ствар Еленор Паркер – Прекинута мелодија                 | Ана Мањани     |
| 1956.  | Ингрид Бергман – Анастазија         | Карол Бејкер – Луткица Ненси Кели – Лоше семе Дебора Кер – Краљ и ја Кетрин Хепберн – Човек који је правио кишу                                    | Ингрид Бергман |
| 1957.  | Џоана Вудвард – Три Ивина лица      | Дебора Кер – Небо зна, господине Алисон Ана Мањани – Дивљи ветар Елизабет Тејлор - Дрво живота Лана Тарнер – Градић Пејтон                         | Џоана Вудвард  |
| 1958.  | Сузан Хејвард – Желим да живим      | Дебора Кер – Одвојени столови Ширли Маклејн – Неки су дотрчали Розалинд Расел - Auntie MameЕлизабет Тејлор – Мачка на усијаном лименом крову                  | Сузан Хејвард  |
| 1959.  | Симон Сињоре – Пут у високо друштво | Кетрин Хепберн – Изненада, прошлог лета Елизабет Тејлор – Изненада, прошлог лета Одри Хепберн - Прича о калуђерици Дорис Деј – Шапутања на јастуку | Симон Сињоре   |

## 1960—1969.
| Година | Добитница Филм                                                      | Номиноване | Слика                             |
| ------ | ------------------------------------------------------------------- | --- | --------------------------------- |
| 1960.  | Елизабет Тејлор – Батерфилд 8                                       | Грир Гарсон – Зора у Кампобелу Дебора Кер – Луталице Ширли Маклејн – Апартман Мелина Меркури – Никада недељом                                       | Елизабет Тејлор                   |
| 1961.  | Софија Лорен – Чочара                                               | Одри Хепберн – Доручак код Тифанија Натали Вуд – Сјај у трави Пајпер Лори – Хазардер Џералдина Пејџ – Лето и дим                                    | Софија Лорен                      |
| 1962.  | Ен Банкрофт – Чудотворка                                            | Бети Дејвис – Шта се догодило са Беби Џејн? Кетрин Хепберн – Дуго путовање у ноћ Џералдина Пејџ – Слатка птица младости Ли Ремик – Дани вина и ружа | Ен Банкрофт                       |
| 1963.  | Патриша Нил – Хад                                                   | Ширли Маклејн – Слатка Ирма Рејчел Робертс – Спортски живот Лесли Карон – Соба у облику слова Л Натали Вуд – Љубав са странцем                      | Патриша Нил                       |
| 1964.  | Џули Ендруз – Мери Попинс                                           | Софија Лорен – Брак на италијански начин Деби Рејнолдс – Непотопљива Моли Браун Ен Банкрофт – Ждерачица Ким Стенли – Сеанса једног кишног поподнева | Мери Попинс                       |
| 1965.  | Џули Кристи – Дарлинг                                               | Џули Ендруз – Моје песме, моји снови Саманта Егар – Сакупљач Симон Сињоре – Брод будала Елизабет Хартман –                                          | Џули Кристи                       |
| 1966.  | Елизабет Тејлор – Ко се боји Вирџиније Вулф?                        | Анук Еме – Један човек и једна жена Ида Каминска – Трговина на корзоу Лин Редгрејв – Џорџи Ванеса Редгрејв – Морган!                                | Елизабет Тејлор                   |
| 1967.  | Кетрин Хепберн – Погоди ко долази на вечеру                         | Ен Банкрофт – Дипломац Феј Данавеј – Бони и Клајд Идит Еванс - Шаптачи Одри Хепберн – Сачекај до мрака                                              | Кетрин Хепберн                    |
| 1968.  | Кетрин Хепберн Барбра Страјсенд – Зима једног лава – Смешна девојка | Патриша Нил – У питању беху руже Ванеса Редгрејв – Исидора Џоун Вудвард - Рејчел, Рејчел                                                            | Кетрин Хепберн · Барбра Страјсенд |
| 1969.  | Меги Смит – Најбоље године госпођице Џин Броди                      | Женевјев Бижо – Ана од хиљаду дана Џејн Фонда – Коње убијају, зар не? Џин Симонс - Срећан крај Лајза Минели – 'Насртљива девојка                    | Меги Смит                         |

## 1970—1979.
| Година | Добитница Филм                             | Номиноване | Слика         |
| ------ | ------------------------------------------ | --- | ------------- |
| 1970.  | Гленда Џексон – Заљубљене жене             | Џејн Александер – Велика бела нада Али Макгро – Љубавна прича Сара Мајлс – Рајанова кћи Кери Снодгрес – Дневник бесне домаћице                      | Гленда Џексон |
| 1971.  | Џејн Фонда – Детектив Клут                 | Џули Кристи – Коцкар и блудница Гленда Џексон – Недеља, крвава недеља Ванеса Редгрејв – Мери, шкотска краљица Џенет Сузман – Никола и Александра    | Џејн Фонда    |
| 1972.  | Лајза Минели – Кабаре                      | Дајана Рос – Дама пева блуз Меги Смит – Путовања са мојом тетком Сисели Тајсон – Куцач Лив Улман – Емигранти                                        | Лајза Минели  |
| 1973.  | Гленда Џексон – Љубавник великог стила     | Елен Берстин – Истеривач ђавола Марша Мејсон – Слободан до поноћи Барбра Страјсенд – Девојка коју сам волео Џоун Вудвард – Летње жеље, зимски снови | Гленда Џексон |
| 1974.  | Елен Берстин – Алис више не станује овде   | Дајан Карол – Клодин Феј Данавеј – Кинеска четврт Валери Перајн – Лени Џина Роуландс – Жена под утицајем                                            | Елен Берстин  |
| 1975.  | Луиза Флечер – Лет изнад кукавичјег гнезда | Ен-Маргрет – Томи Гленда Џексон – Прича о Адели И. Гленда Џексон – Хеда Керол Кејн – Улица Хестер                                                   | Луиза Флечер  |
| 1976.  | Феј Данавеј – ТВ мрежа                     | Мари-Кристин Баро – Рођак, рођака Талија Шајер – Роки Сиси Спејсек – Кери Лив Улман – Лицем у лице                                                  | Феј Данавеј   |
| 1977.  | Дајана Китон – Ени Хол                     | Ен Банкрофт – Прекретница Џејн Фонда – Џулија Ширли Маклејн - Прекретница Марша Мејсон – Девојка за збогом                                          | Дајана Китон  |
| 1978.  | Џејн Фонда – Повратак ратника              | Ингрид Бергман – Јесења соната Елен Берстин – Исто време, следеће године Џил Клејберг - Слободна жена Џералдина Пејџ – Ентеријери                   | Џејн Фонда    |
| 1979.  | Сали Филд – Норма Ре                       | Џил Клејберг – Живот из почетка Џејн Фонда – Кинески синдром Марша Мејсон - Глава друга Бет Мидлер – Ружа                                           | Сали Филд     |

## 1980—1989.
| Година | Добитница Филм                        | Номиноване | Слика          |
| ------ | ------------------------------------- | --- | -------------- |
| 1980.  | Сиси Спејсек – Рударева кћи           | Голди Хон – Редов Бенџамин Елен Берстин – Ускрснуће Мери Тајлер Мур – Обични људи Џина Роуландс – Глорија                          | Сиси Спејсек   |
| 1981.  | Кетрин Хепберн – На Златном језеру    | Дајана Китон – Црвени Марша Мејсон – Само када се ја смејем Сузан Сарандон – Атлантик сити Мерил Стрип – Жена француског поручника | Кетрин Хепберн |
| 1982.  | Мерил Стрип – Софијин избор           | Џули Ендруз – Виктор/Викторија Џесика Ланг – Френсис Дебра Вингер – Официр и џентлмен Сиси Спејсек – Нестали                       | Мерил Стрип    |
| 1983.  | Ширли Маклејн – Време нежности        | Џејн Александер – Тестамент Мерил Стрип – Силквуд Џули Волтерс – Подучавајући Риту Дебра Вингер – Време нежности                   | Ширли Маклејн  |
| 1984.  | Сали Филд – Места у срцу              | Џуди Дејвис – Пут у Индију Ванеса Редгрејв – Бостонци Џесика Ланг – Село Сиси Спејсек – Река                                       | Сали Филд      |
| 1985.  | Џералдина Пејџ – Пут у изобиље        | Вупи Голдберг – Боја пурпура Џесика Ланг – Слатки снови Мерил Стрип – Моја Африка Ен Банкрофт – Божја службеница Агнес             | Џералдина Пејџ |
| 1986.  | Марли Матлин – Деца мањег бога        | Џејн Фонда – Јутро после Сиси Спејсек – Злочини срца Кетлин Тернер – Пеги Сју се удала Сигорни Вивер – Осми путник 2               | Марли Матлин   |
| 1987.  | Шер – Опчињена месецом                | Глен Клоус – Кобна привлачност Сали Киркланд – Ана Мерил Стрип - Челични коров Холи Хантер – Телевизијске вести                    | Шер            |
| 1988.  | Џоди Фостер – Оптужена                | Мерил Стрип – Плач у тами Сигорни Вивер – Гориле у магли Мелани Грифит - Запослена девојка Глен Клоус – Опасне везе                | Џоди Фостер    |
| 1989.  | Џесика Танди – Возећи госпођицу Дејзи | Изабел Ађани – Камиј Клодел Полин Колинс – Ширли Валентајн Џесика Ланг - Музичка кутија Мишел Фајфер – Фантастична браћа Бејкер    | Џесика Танди   |

## 1990—1999.
| Година | Добитница Филм                          | Номиноване | Слика              |
| ------ | --------------------------------------- | --- | ------------------ |
| 1990.  | Кети Бејтс – Мизери                     | Џулија Робертс – Згодна жена Анџелика Хјустон – Ситни преваранти Мерил Стрип – Разгледнице из пакла Џоан Вудвард – Господин и госпођа Бриџ | Кети Бејтс         |
| 1991.  | Џоди Фостер – Кад јагањци утихну        | Џина Дејвис – Телма и Луиз Сузан Сарандон – Телма и Луиз Лора Дерн – Расцветала ружа Бет Мидлер – За војнике                               | Џоди Фостер        |
| 1992.  | Ема Томпсон – Хауардов крај             | Катрин Денев – Индокина Мишел Фајфер – Поље љубави Мери Макдонел – Златна рибица Сузан Сарандон – Лоренцово уље                            | Ема Томпсон        |
| 1993.  | Холи Хантер – Клавир                    | Ема Томпсон – Остаци дана Дебра Вингер – Земља сенки Стокард Чанинг – Шест степени раздвајања Анџела Басет – Шта љубав има с тим?          | Холи Хантер        |
| 1994.  | Џесика Ланг – Плаво небо                | Џоди Фостер – Нел Миранда Ричардсон – Том и Вив Винона Рајдер – Мале жене Сузан Сарандон – Клијент                                         | Џесика Ланг        |
| 1995.  | Сузан Сарандон – Мртав човек хода       | Шерон Стоун – Казино Елизабет Шу – Напуштајући Лас Вегас Мерил Стрип – Мостови округа Медисон Ема Томпсон – Разум и осећајност             | Сузан Сарандон     |
| 1996.  | Франсес Макдорманд – Фарго              | Бренда Блетин – Тајне и лажи Дајана Китон – Марвинова соба Емили Вотсон – Разбијање таласа Кристин Скот Томас – Енглески пацијент          | Франсес Макдорманд |
| 1997.  | Хелен Хант – Добро да боље не може бити | Хелена Бонам Картер – Крила голубице Џуди Денч – Госпођа Браун Џули Кристи - Сјај љубави Кејт Винслет – Титаник                            | Хелен Хант         |
| 1998.  | Гвинет Палтроу – Заљубљени Шекспир      | Мерил Стрип – Права ствар Емили Вотсон – Хилари и Џеки Кејт Бланчет - Елизабета Фернанда Монтенегро – Централна станица Бразила            | Гвинет Палтроу     |
| 1999.  | Хилари Сванк – Дечаци не плачу          | Анет Бенинг – Америчка лепота Џулијана Мур – Крај једне љубавне приче Мерил Стрип - Музика мог срца Џенет Мактир –                         | Хилари Сванк       |

## 2000—2009.
| Година | Добитница Филм                          | Номиноване | Слика          |
| ------ | --------------------------------------- | --- | -------------- |
| 2000.  | Џулија Робертс – Ерин Брокович          | Џоун Ален – Кандидат Жилијет Бинош – Чоколада Елен Берстин – Реквијем за сан Лора Лини – Можеш да рачунаш на мене                              | Џулија Робертс |
| 2001.  | Хали Бери – Бал чудовишта               | Џуди Денч – Ајрис Никол Кидман – Мулен Руж Сиси Спејсек – У спаваћој соби Рене Зелвегер – Дневник Бриџет Џоунс                                 | Хали Бери      |
| 2002.  | Никол Кидман – Сати                     | Џулијана Мур – Далеко од раја Салма Хајек – Фрида Рене Зелвегер – Чикаго Дајана Лејн – Неверна жена                                            | Никол Кидман   |
| 2003.  | Шарлиз Трон – Монструм                  | Киша Касл-Хјуз – Јахач китова Дајана Китон – Само не ти Саманта Мортон – У Америци Наоми Вотс – 21 грам                                        | Шарлиз Трон    |
| 2004.  | Хилари Сванк – Девојка од милион долара | Анет Бенинг – Као Џулија Каталина Сандино Морено – Марија, милости пуна Имелда Стонтон – Вира Дрејк Кејт Винслет – Вечни сјај беспрекорног ума | Хилари Сванк   |
| 2005.  | Рис Видерспун – Ход по ивици            | Џуди Денч – Госпођа Хендерсон вам представља Фелисити Хафман – Трансамерика Кира Најтли – Гордост и предрасуда Шарлиз Трон – Северна земља     | Рис Видерспун  |
| 2006.  | Хелен Мирен – Краљица                   | Пенелопе Круз – Врати се Џуди Денч – Белешке о скандалу Мерил Стрип – Ђаво носи Праду Кејт Винслет – Интимне ствари                            | Хелен Мирен    |
| 2007.  | Марион Котијар – Живот у ружичастом     | Кејт Бланчет – Елизабета: Златно доба Џули Кристи – Далеко од ње Лора Лини - Дивљаци Елен Пејџ – Џуно                                          | Марион Котијар |
| 2008.  | Кејт Винслет – Читач                    | Ен Хатавеј – Рејчел се удаје Мерил Стрип – Сумња Анџелина Џоли - Замена Мелиса Лео – Замрзнута река                                            | Кејт Винслет   |
| 2009.  | Сандра Булок – Мртав угао               | Мерил Стрип – Џули и Џулија Хелен Мирен – Последња станица Габореј Сидибе - Драгоцена Кери Малиган – Образовање                                | Сандра Булок   |

## 2010—2019.
| Година | Добитница Филм                                             | Номиноване | Слика              |
| ------ | ---------------------------------------------------------- | --- | ------------------ |
| 2010.  | Натали Портман – Црни лабуд                                | Анет Бенинг – Деца су у реду Мишел Вилијамс – Тужна веза Џенифер Лоренс – Зима до костију Никол Кидман – Пут у непознато      | Натали Портман     |
| 2011.  | Мерил Стрип – Челична дама                                 | Глен Клоус – Алберт Нобс Мишел Вилијамс – Моја недеља са Мерилин Вајола Дејвис – Служавке Руни Мара – Мушкарци који мрзе жене | Мерил Стрип        |
| 2012.  | Џенифер Лоренс – У добру и у злу                           | Џесика Частејн – 00:30 – Тајна операција Емануела Рива – Љубав Наоми Вотс – Немогуће Квавенжане Волис – Звери јужних дивљина  | Џенифер Лоренс     |
| 2013.  | Кејт Бланчет – Несрећна Џасмин                             | Сандра Булок – Гравитација Мерил Стрип – Август у округу Осејџ Џуди Денч – Филомина Ејми Адамс – Америчка превара             | Кејт Бланчет       |
| 2014.  | Џулијана Мур – И даље Алис                                 | Марион Котијар – Два дана, једна ноћ Розамунд Пајк – Ишчезла Рис Видерспун – Дивљина Фелисити Џоунс – Теорија свега           | Џулијана Мур       |
| 2015.  | Бри Ларсон – Соба                                          | Кејт Бланчет – Керол Џенифер Лоренс – Џој Шарлот Ремплинг – 45 година Серше Ронан – Бруклин                                   | Бри Ларсон         |
| 2016.  | Ема Стоун – Ла ла ленд                                     | Изабел Ипер – Она Рут Нега – Лавинг Натали Портман – Џеки Мерил Стрип – Неславно славна Флоренс                               | Ема Стоун          |
| 2017.  | Франсес Макдорманд – Три билборда испред Ебинга у Мисурију | Сали Хокинс – Облик воде Марго Роби – Ја, Тоња Серше Ронан – Лејди Берд Мерил Стрип – Доушник                                 | Франсес Макдорманд |
| 2018.  | Оливија Колман – Миљеница                                  | Јалиса Апарисио – Рома Глен Клоус – Супруга Лејди Гага – Звезда је рођена Мелиса Макарти – Можете ли ми опростити?            | Оливија Колман     |
| 2019.  | Рене Зелвегер – Џуди                                       | Синтија Ериво – Харијет Скарлет Џохансон – Прича о браку Серше Ронан – Мале жене Шарлиз Терон – Оне су бомбе                  | Оливија Колман     |

## 2020—2029.
| Година | Добитница Филм                    | Номиноване | Слика              |
| ------ | --------------------------------- | --- | ------------------ |
| 2020.  | Франсес Макдорманд – Земља номада | Вајола Дејвис – Ма Рејни: Мајка блуза Андра Деј – Сједињене Државе против Били Холидеј Ванеса Кирби – Комади жене Кери Малиган – Жена која обећава | Франсес Макдорманд |
| 2021.  | Џесика Частејн – Очи Тами Феј     | Оливија Колман – Мрачна кћи Пенелопе Круз – Паралелне мајке Никол Кидман – Рикардови Кристен Стјуарт – Спенсер                                     | Џесика Частејн     |
| 2022.  | Мишел Јео – Све у исто време      | Ана де Армас – Плавуша Кејт Бланчет – Тар Андреа Рајзборо – За Лесли Мишел Вилијамс – Фабелманови                                                  | Мишел Јео          |
| 2023.  | Ема Стоун – Јадна створења        | Анет Бенинг – Најад Лили Гладстоун – Убиства под цветним месецом Сандра Хилер – Анатомија пада Кери Малиган – Маестро                              | Ема Стоун          |
| 2024.  | Мајки Медисон – Анора             | Синтија Ериво – Злица Карла Софија Гаскон – Емилија Перез Деми Мур – Супстанца Фернанда Торес – Још сам ту                                         | Мајки Медисон      |